# Maria Magdalenakathedraal (Warschau)
De Pools-orthodoxe Metropolitane kathedraal van de Heilige Maria Magdalena gelijk aan de Apostelen (Pools: Sobór metropolitalny Świętej Równej Apostołom Mari) is een kerk in het stadsdeel Praga van Warschau.

## Geschiedenis

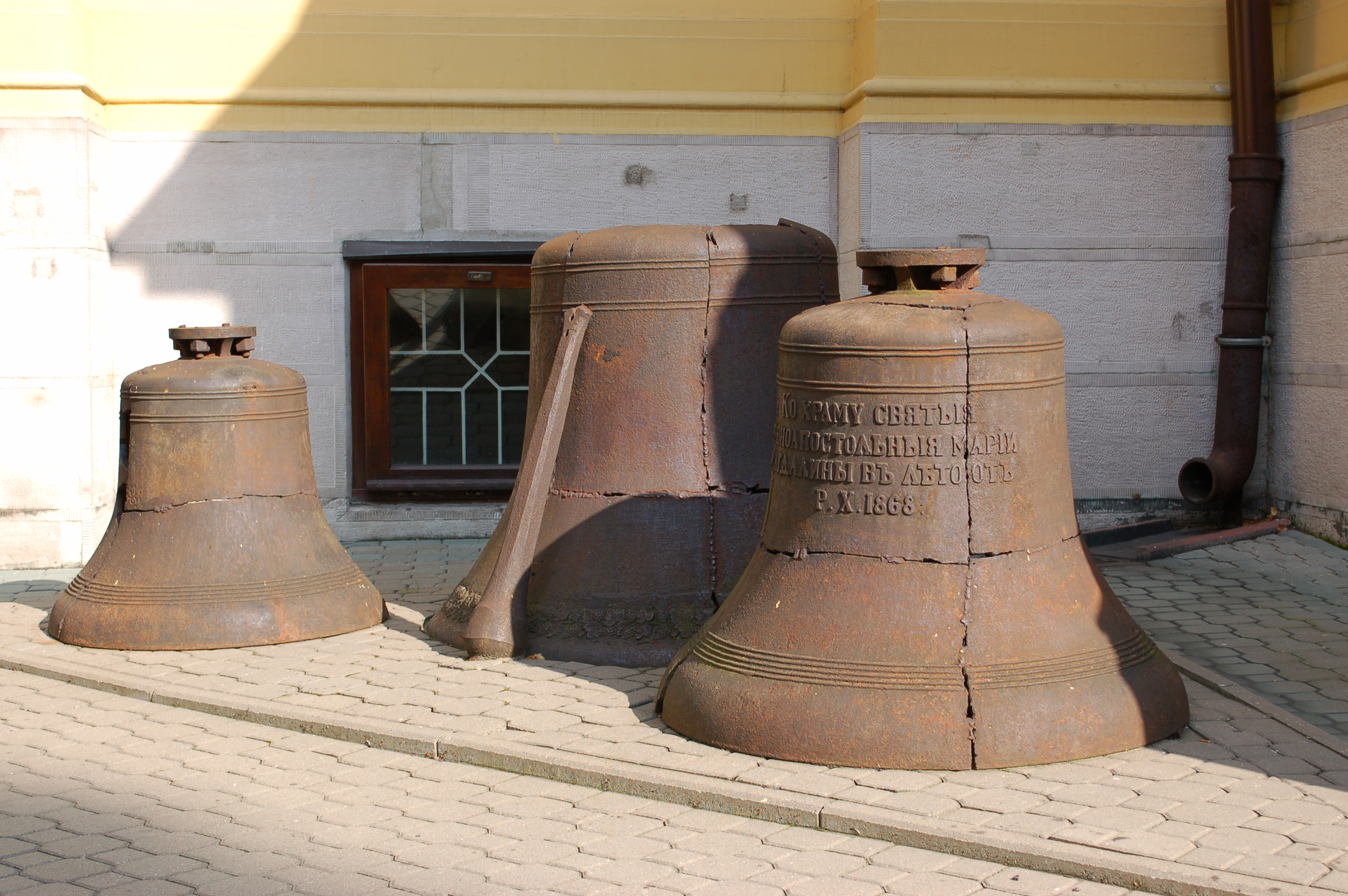
De beschadigde klokken

De kerk werd in de jaren 1867-1869 als gewone parochiekerk gebouwd voor de groeiende Russische gemeenschap in het gebied. De plaats van de bouw was zorgvuldig uitgekozen: de orthodoxe kerk werd aan de andere zijde van de straat gebouwd van het treinstation dat Warschau verbond met de centrale binnenlanden van Rusland.
De in Byzantijns-Russische stijl gebouwde kerk werd op 29 juni 1869 gewijd. Vooraf vertrok om 09:00 uur onder het luiden van de klokken een plechtige processie vanaf de Drie-eenheidskathedraal naar de nieuwe Maria Magdalenakerk, alwaar om 10:00 de wijdingsceremonie begon en aansluitend de Heilige Liturgie en dienst van dankzegging werd gevierd.
Ter gelegenheid van de wijding schonk keizerin Marie Alexandrovna een icoon van Maria Magdalena. Een jaar later zou tsaar Alexander II de kerk met een bezoek vereren.
Nadat in 1915 veel orthodoxe inwoners naar Rusland waren vertrokken en Polen zijn onafhankelijkheid in 1920 herkreeg, werden de meeste orthodoxe kerken in Polen verwoest of aan andere kerkgenootschappen overgedragen. Slechts twee van de twintig orthodoxe kerken in Warschau bleven orthodox. In 1921 kreeg de kerk de status van kathedraal.
Op 17 september 1925 werd in de Maria Magdalenakerk in het bijzijn van de Poolse bisschop, een delegatie van het Oecumenisch patriarchaat van Constantinopel en afgevaardigden van de regering een op 13 november 1924 getekend document voorgelezen, waarin patriarch Gregorius VII  de Pools-orthodoxe Kerk autocefaal verklaarde.
Tijdens de Tweede Wereldoorlog liep de kerk slechts geringe beschadigingen op. Het interieur, waaronder een fraaie iconostase, de vergulde altaren en de beschildering van de kerk, is nog altijd intact. Wel werden de klokken ten behoeve van omsmelting voor de oorlogsindustrie gevorderd. Om de kerk niet te beschadigen werden de klokken nog voor de verwijdering in stukken gedeeld. Naderhand bleek de legering van de klokken echter ongeschikt  voor het beoogde doel. De delen werden vervolgens weer aan elkaar gelast en als herinnering bij de ingang van de kerk geplaatst, waar ze ook nu nog altijd staan.
De benedenkapel kwam gereed in 1928 en zag er vroeger eenvoudiger uit dan nu. In de Tweede Wereldoorlog diende de kapel voor omwonenden als schuilkelder. De beschildering ervan werd pas in de tweede helft van de 20e eeuw uitgevoerd. In de kapel zijn restanten te zien van mozaïeken uit de in 1926 opgeblazen Alexander Nevski-kathedraal.